# Jon Zabala
Pour les articles homonymes, voir Zabala.
Zabala  Arrieta est un nom espagnol. Le premier nom de famille, en général paternel, est Zabala ; le second, en général maternel, souvent omis, est Arrieta.
Pas d'image ? Cliquez ici

a Compétitions nationales et continentales officielles uniquement.

b Matchs officiels uniquement.
Dernière mise à jour le 16 mars 2025.
Jon Zabala Arrieta, né le 26 novembre 1996 à Getxo (Espagne), est un joueur international espagnol de rugby à XV jouant au poste de pilier droit avec la Section paloise.

## Biographie

### Jeunesse et formation
Jon Zabala naît le 26 novembre 1996 à Getxo, commune de Biscaye située au nord de Bilbao. Il commence sa carrière sportive en jouant au football avant de se tourner vers le rugby à XV au sein du club de sa ville natale, le Getxo Artea Rugby Taldea, à partir de l'âge de 14 ans. 
Polyvalent dans ses jeunes années, il évolue successivement au centre, puis au poste de numéro huit, avant d’être repositionné en deuxième ligne puis finalement en pilier, son poste de prédilection. Il se fait remarquer au sein de la Euskal Selekzioa, la sélection du Pays basque espagnol.
En 2015, à seulement 18 ans, il tente l’aventure en France en rejoignant le centre de formation de l'Aviron bayonnais. Ne parlant pas un mot de français, il s’accroche pour s’intégrer et progresse rapidement jusqu'à faire ses débuts avec l'équipe première. Il est par conséquent, joueur issu de la filière formation française (JIFF), même s'il est de nationalité espagnole.
Jon Zabala est le capitaine de la sélection d'Espagne des moins de 20 ans lors du Trophée mondial de rugby à XV des moins de 20 ans 2016 (en), organisé au Zimbabwe.

### Carrière en club
Lors de la saison 2016-2017, il dispute deux matchs avec l'équipe première de Bayonne, l'un en Top 14 et l'autre en Challenge européen 2016-2017 contre le Benetton Rugby Trévise.
Le saison suivante, son club est relégué, et Zabala découvre la Pro D2. Au total, il joue 10 matchs de championnat (Top 14 et Pro D2) ainsi qu’un match de Challenge européen sous les couleurs bayonnaises. Cependant, il n'entre pas dans les plans des entraîneurs Yannick Bru et Joël Rey à partir de la saison 2019-2020, étant relégué au 6ᵉ rang des piliers droits et cantonné à évoluer avec les espoirs,.
En septembre 2019, il est prêté à l'Anglet olympique rugby club en Fédérale 1 pour la saison 2019-2020, où il dispute 15 rencontres. Fin août, Zabala avait refusé une offre du club angloy, préférant rester avec l'Aviron bayonnais. Zabala se relance à Anglet, reprenant goût au rugby.
En juillet 2020, il s’engage avec le Stado Tarbes Pyrénées rugby en Nationale,. Il évolue sous les ordres de Fabien Fortassin et Romain Terrain, jouant 18 matchs et inscrit un essai durant la saison 2020-2021.
En mai 2021, il rejoint l'AS Béziers Hérault en Pro D2, s'engageant pour deux saisons. Lors de sa première saison, il participe à 22 rencontres. En avril 2023, il prolonge son contrat jusqu’en juin 2025.
En 2024, il rejoint la Section paloise pour pallier le départ de Nicolas Corato au poste de pilier droit,. Il dispute son premier match sous ses nouvelles couleurs le 7 septembre 2024 au Stade Marcel-Michelin, lors d'une défaire face à l'ASM Clermont Auvergne,.
Ses débuts en Top 14 sont compliqués, avec des performances en demi-teinte, notamment en mêlée. Cependant, dans un contexte marqué par plusieurs blessures au sein de l’effectif palois, il parvient à s’imposer progressivement et enchaîne les apparitions. Lors de la 11e journée, il est titularisé pour un match sous haute tension face au Lyon OU. Solide aux côtés des avants palois, il contribue à une victoire précieuse permettant à la Section de se relancer en championnat.

### Carrière internationale
Jon Zabala est international espagnol depuis 2017. Il participe à tous les matchs du Rugby Europe Championship 2019 en tant que remplaçant, où l'Espagne termine deuxième. Il joue également tous les matchs du Rugby Europe Championship 2020, toujours en tant que remplaçant. Lors du Rugby Europe Championship 2021, il dispute quatre matchs, tous en tant que titulaire. En 2022, il participe à la majorité du Rugby Europe Championship et joue deux tests matches.
Zabala joue un rôle clé dans la qualification historique de l’Espagne pour la Coupe du monde 2023,. La victoire contre le Portugal(33-28) offre aux supporters espagnols un moment inoubliable et marque l’histoire du rugby ibérique. Cependant, l’Espagne est finalement disqualifiée, laissant sa place au Portugal.
En 2022, Jon Zabala est nommé capitaine d'une sélection espagnole largement remaniée pour affronter les Barbarians au stade El Molinón de Gijón.  Lors de cette rencontre de prestige, il endosse pour la première fois le brassard de capitaine et mène une équipe composée de nombreux joueurs fêtant leur première titularisation, incarnant ainsi le renouveau du XV del León. Quelques mois plus tard, en juillet 2022, Zabala participe à la tournée estivale des Leones au Canada à Ottawa. Cette rencontre symbolise la fin d’un cycle pour l’équipe espagnole après son exclusion définitive de la Coupe du monde 2023. Aux côtés de Fernando López et Vicente del Hoyo en première ligne, il fait partie des cadres qui doivent assurer la transition vers une nouvelle génération de joueurs.
Pilier incontournable et capitaine de la sélection, il est en 2025 l'un des éléments majeurs d’une première ligne parmi les plus solides des nations émergentes du rugby mondial. Aux côtés de joueurs évoluant en Top 14 et en Pro D2 – Joel Merkler, Thierry Futeu, Hugo Pirlet et Álvaro García – il contribue à faire de l’Espagne une équipe de plus en plus compétitive,.
Début 2025, il est en première ligne du projet ambitieux de la FER visant à qualifier l’équipe pour la Coupe du monde 2027 en Australie, un objectif clé pour le développement du rugby en Espagne. Il est également choisi pour présenter la candidature de l’Espagne à l’organisation de la Coupe du monde 2035.

## Statistiques
| Saison                     | Club                       | Championnat | Championnat | Championnat | Coupe d'Europe                         | Coupe d'Europe                         | Coupe d'Europe                         |
| Saison                     | Club                       | Compétition | Matches     | Essais      | Compétition                            | Matches                                | Essais                                 |
| -------------------------- | -------------------------- | ----------- | ----------- | ----------- | -------------------------------------- | -------------------------------------- | -------------------------------------- |
| 2016-2017                  | Aviron bayonnais           | Top 14      | 1           | 0           | Challenge européen                     | 1                                      | 0                                      |
| 2017-2018                  | Aviron bayonnais           | Pro D2      | 6           | 0           | Pas de qualification en Coupe d'Europe | Pas de qualification en Coupe d'Europe | Pas de qualification en Coupe d'Europe |
| 2018-2019                  | Aviron bayonnais           | Pro D2      | 3           | 0           | Pas de qualification en Coupe d'Europe | Pas de qualification en Coupe d'Europe | Pas de qualification en Coupe d'Europe |
| Sous-total Bayonne         | Sous-total Bayonne         | Pro D2      | 9           | 0           | Challenge européen                     | 1                                      | 0                                      |
| Sous-total Bayonne         | Sous-total Bayonne         | Top 14      | 1           | 0           | Challenge européen                     | 1                                      | 0                                      |
| 2019-2020                  | Anglet ORC                 | Fédérale 1  | 15          | 0           | Pas de qualification en Coupe d'Europe | Pas de qualification en Coupe d'Europe | Pas de qualification en Coupe d'Europe |
| Sous-total Anglet          | Sous-total Anglet          | Fédérale 1  | 15          | 0           | /                                      | /                                      | /                                      |
| 2020-2021                  | Stado Tarbes PR            | Nationale   | 18          | 1           | Pas de qualification en Coupe d'Europe | Pas de qualification en Coupe d'Europe | Pas de qualification en Coupe d'Europe |
| Sous-total Tarbes          | Sous-total Tarbes          | Nationale   | 18          | 1           | /                                      | /                                      | /                                      |
| 2021-2022                  | AS Béziers                 | Pro D2      | 22          | 0           | Pas de qualification en Coupe d'Europe | Pas de qualification en Coupe d'Europe | Pas de qualification en Coupe d'Europe |
| 2022-2023                  | AS Béziers                 | Pro D2      | 18          | 1           | Pas de qualification en Coupe d'Europe | Pas de qualification en Coupe d'Europe | Pas de qualification en Coupe d'Europe |
| Sous-total AS Béziers      | Sous-total AS Béziers      | Pro D2      | 40          | 1           | /                                      | /                                      | /                                      |
| 2024-2025                  | Section paloise            | Top 14      | 14          | 0           | Challenge Cup                          | 2                                      | 0                                      |
| Sous-total Section paloise | Sous-total Section paloise | Top 14      | 14          | 0           | Challenge Cup                          | 2                                      | /                                      |

## Palmarès
Néant